# Ogólnopolskie Spotkania Studentów i Studentek Architektury
Ogólnopolskie Spotkania Studentów i Studentek Architektury (OSSA) – nieformalna inicjatywa polskiego środowiska studentek i studentów architektury, organizująca interdyscyplinarne warsztaty projektowe, odbywające się cyklicznie od 1997 roku. 
Organizatorami pierwszej OSSY w 1997 roku w Gdańsku byli Justyna Martyniuk-Pęczek i Grzegorz Pęczek. 
W 2019 roku OSSA otrzymała została nagrodzona przez miesięcznik Architektura-Murator jako najlepsza inicjatywa 25-lecia. Sąd konkursowy podkreślił, że nagroda została przyznana „za ciągłość i przekazywanie organizacji wydarzenia – z pokolenia na pokolenie”. 

## Formuła spotkań
Etos spotkań organizowanych przez OSSĘ wyrażony jest hasłem „od studentów dla studentów”. Każda edycja organizowana jest przez oddolnie zawiązaną grupę studentów, która na czas przygotowania warsztatów nazywana jest Organizatorami OSSY. Wsparcia merytoryczno-formalnego udzielają organizatorom Opiekunowie OSSY, osoby które we wcześniejszych latach przygotowywały warsztaty. Zadaniem organizatorów jest określenie tematu przewodniego spotkań, wybór miejsca, przygotowanie programu oraz organizacja wszystkich spraw formalno-administracyjnych. 
Osoby zainteresowane uczestnictwem w OSSIE biorą udział w naborze tzw. wstępniaków – małych prac artystycznych na określony temat. Wyboru uczestników dokonują organizatorzy. Spotkania odbywają się w formie warsztatowej. Uczestniczy podzieleni są przez organizatorów na grupy, którymi opiekują się prowadzący. Osobami tutorskimi są projektanci różnych dyscyplin, pracownie projektowe, badacze, artyści, socjolodzy, dziennikarze, itd.

## Edycje
Spis edycji OSSY od początku ich istnienia.

### XX wiek
- 1997 – OSSA „Było sobie miejsce”, Gdańsk
- 1998 – OSSA „Tradycja i regionalizm w architekturze”, Chodzież
- 1998 – OSSA „Góra Przemysła – Zamek”, Poznań
- 1999 – OSSA „Kadr Stary Młyn Papiernia”, Barlinek
- 1999 – OSSA „Schronienie”, Zakopane
- 1999 – OSSA „Jak ty widzisz, człowieku, nasze śląskie środowisko”, Gliwice
- 1999 – OSSA „Śladami realizacji Imre Makovecza”, Węgry
- 1999 – OSSA „Śladami architektury zapomnianej”, Rumunia
- 1999 – OSSA, Berlin
- 2000 – OSSA „Plener rysunkowy”, Warpno
- 2000 – OSSA „W poszukiwaniu przestrzeni publicznej”, Łódź
- 2000 – OSSA „Reklama pożera miasto”, Kraków
- 2000 – OSSA „Miasto i rzeka”, Skwierzyna

### Początek XXI wieku
- 2001 – OSSA „Miejsce-człowiek-czas-źródła architektury”, Szczecin
- 2002 – OSSA Letnia, Wrocław
- 2002 – OSSA „Kultury. Narodowości. Wyznania.”, Białystok
- 2003 – OSSA „Fronton Zachodni”, Warszawa
- 2004 – OSSA „Pestka”, Poznań
- 2004 – OSSA „Przedmieścia (w) centrum”, Kraków
- 2005 – OSSA „Jak studiować architekturę”, Wrocław
- 2006 – OSSA, Tychy
- 2006 – OSSA „Edukatorium Architektoniczne”, Gdynia
- 2007 – OSSA „Silesia - Megalopolis”, Gliwice
- 2008 – OSSA „Godziny rektorskie”, Lublin
- 2008 – OSSA „Obudź miasto, tej!”, Poznań[12]
- 2008 – OSSA „Faktura Miasta”, Kraków[13]
- 2009 – OSSA „Kontrapunt”, Częstochowa[14]
- 2009 – OSSA „Emocje Poznania”, Poznań[15]

### Lata 10. XXI wieku
- 2010 – OSSA „Defragmentacja ulicy”, Łódź[16][17]
- 2011 – OSSA „Serendypia parku”, Chorzów
- 2011 – OSSA „Fatamorgana”, Warszawa[18]
- 2011 – OSSA „Designing in the dark”, Kraków[19]
- 2012 – OSSA „Negatyw”, Lublin[20]
- 2013 – OSSA „Stan Skupienia”, Gdańsk[21][22]
- 2013 – OSSA „Wymiar”, Wrocław[23]
- 2014 – OSSA „Entropia”, Szczecin[24]
- 2014 – OSSA „Akupunktura”, Katowice[25]
- 2015 – OSSA „Kontra”, Kraków[26]
- 2015 – OSSA „Echo”, Bydgoszcz[27][28]
- 2016 – OSSA „Transport Form”, Gdynia[29]
- 2016 – OSSA „Równo _ Regle”, Zakopane[30]
- 2017 – OSSA „Wielkie Piękno”, Niemcza i Wrocław[2]
- 2018 – OSSA „Widzenie”, Łódź[31][32]
- 2019 – OSSA „Bajka”, Warszawa[33]
- 2019 – OSSA „Zakłócenia”, Poznań[34]

### Lata 20. XXI wieku
- 2020 – OSSA „Eksperyment”, Kraków[35]
- 2020 – OSSA „Spatium”, Lubiąż[36]
- 2021 – OSSA „Nasze”, Wrocław[37]
- 2022 – OSSA „Zanikanie”, Gdynia[38]
- 2023 – OSSA „Widma”, Warszawa[39]